# Jean-Benoît Cochet
Pour les articles homonymes, voir Cochet.
Jean Benoît Désiré Cochet, né le 7 mars 1812 à Sanvic et mort le 1er juin 1875 à Rouen, est un prêtre catholique, archéologue et préhistorien français.

## Biographie
Fils de Jean-Marie Cochet, un soldat qui avait pris part aux campagnes de Napoléon et de Victoire Pélagie Poidevin, Cochet passa son enfance à Étretat où son père avait été envoyé surveiller les trois batteries du pays. Il se prend de passion pour l’archéologie à 18 ans lorsque les restes d’une villa gallo-romaine sont découverts à Étretat. La recherche des antiquités n’en était qu’à ses débuts en Seine-Inférieure ; la Commission départementale des Antiquités n’existe que depuis 1818, mais déjà, Cochet est nommé membre correspondant de cette commission à la suite de rapports sur les fouilles d’Étretat.
Revenu au Havre à quatorze ans, le jeune Cochet trouva dans l’abbé Robin, curé de Notre-Dame et futur évêque de Bayeux, un protecteur qui le mit en cinquième au Collège, classe dont le régent était alors l’humaniste Langlois. De 1827 à 1831, il acheva ses études au petit séminaire du Mont-aux-Malades, près de Rouen, avant d’aller au grand séminaire faire sa théologie et se préparer aux ordres.
Ordonné prêtre le 28 mai 1836, l’abbé Cochet fut vicaire à Saint-François du Havre du 28 mai 1836 au 24 octobre 1840, premier vicaire à Saint-Rémy de Dieppe de 1840 à 1842, aumônier du Collège royal de Rouen du 1er avril 1842 au 1er février 1846, et enfin prêtre habitué à Saint-Jacques de Dieppe pendant vingt-neuf ans.

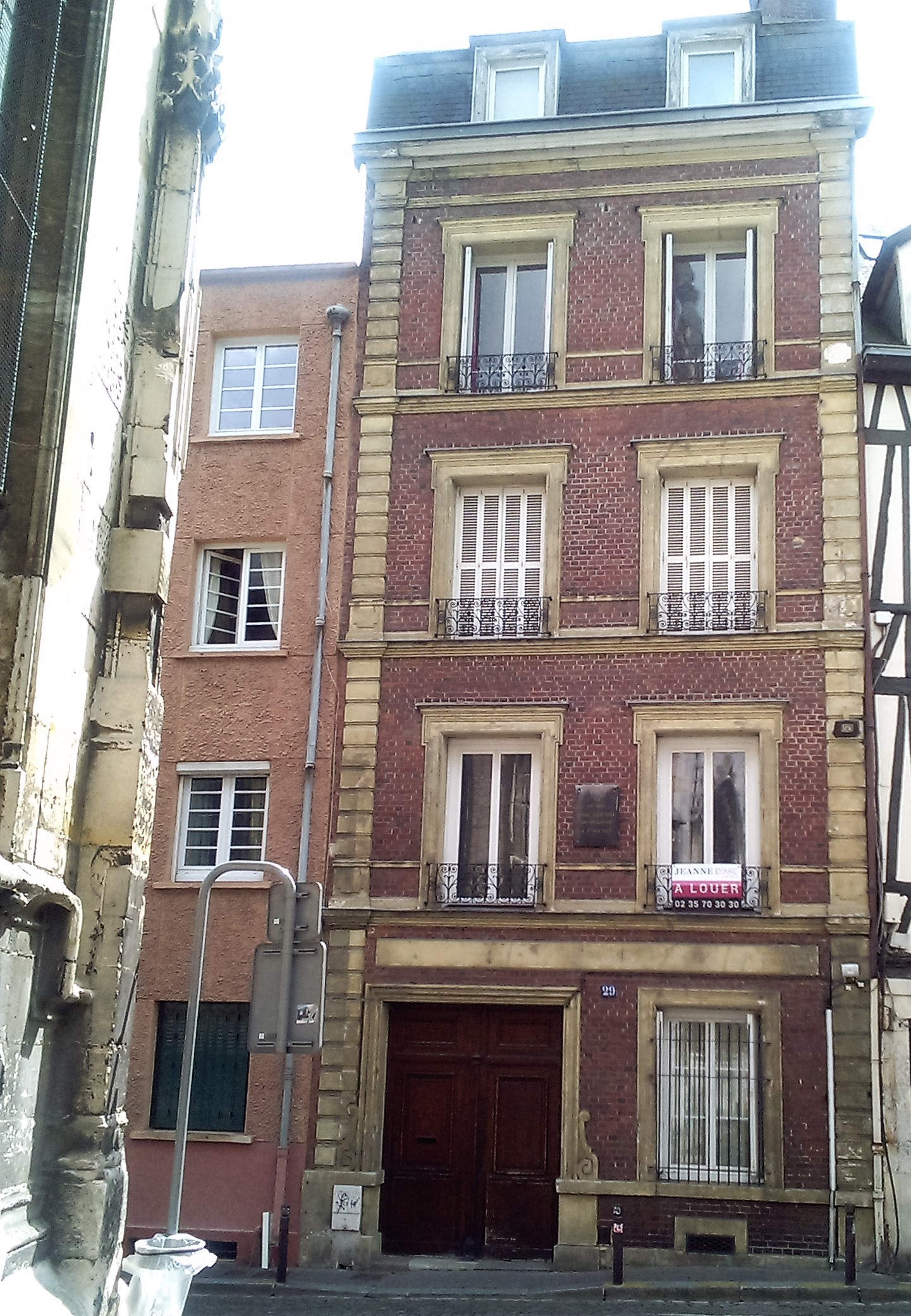
Maison où est décédé l'abbé Cochet, rue Saint-Patrice à Rouen.

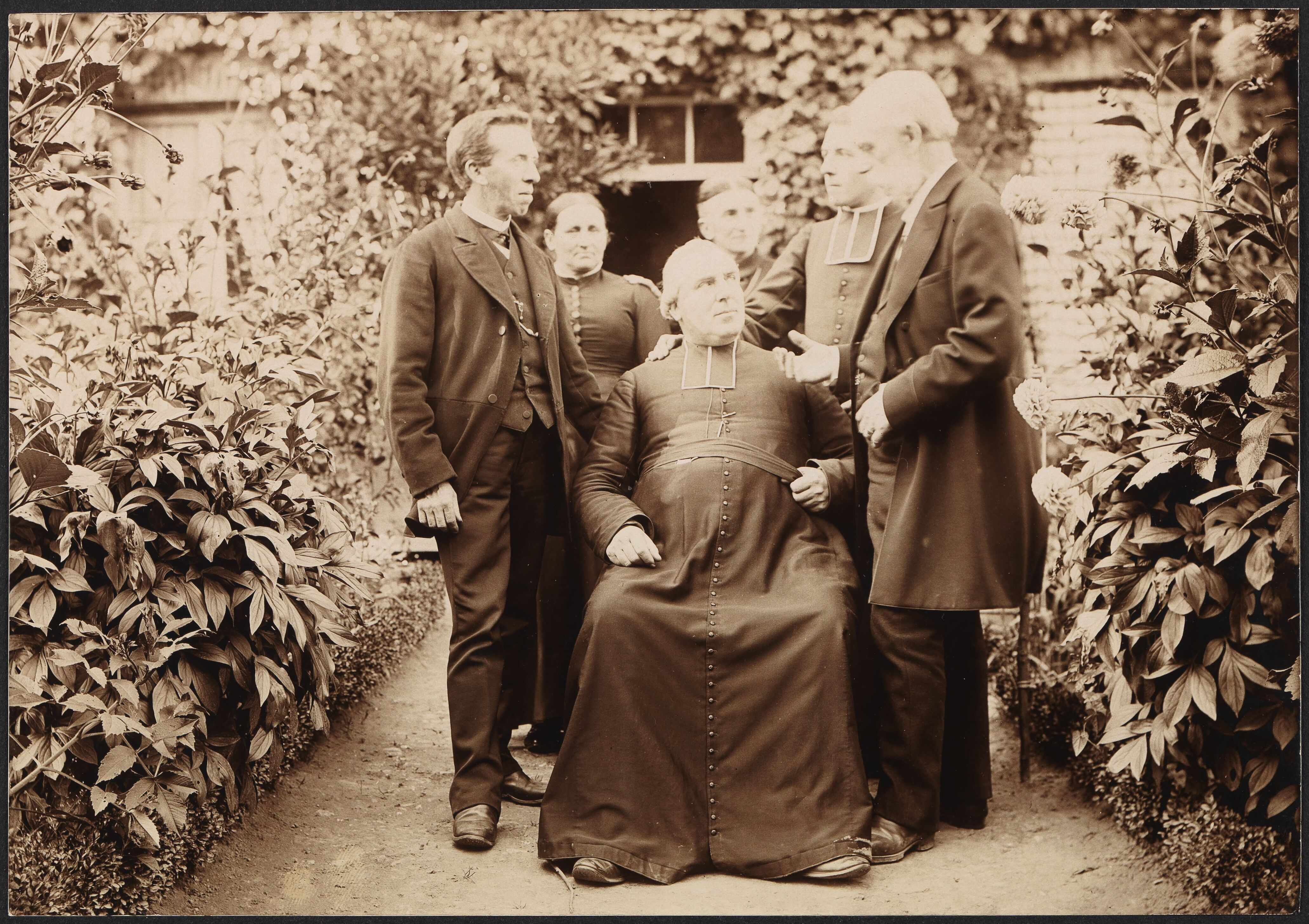
L'abbé Cochet dans un jardin, 1890. Photographie. Le Havre, Bibliothèque municipale. En ligne sur Nutrisco.

En 1842, il est reçu à l’Académie de Rouen, puis nommé inspecteur des monuments historiques pour le département de la Seine-Inférieure en 1849. Enfin, en 1867, il est nommé conservateur du musée des antiquités de Rouen. C’est un archéologue de terrain qui insiste sur la nécessité de surveiller le travail des ouvriers pour ne manquer aucun détail, mais également d’examiner les objets en place dans leur contexte originel. Dans les années 1870, il fouille le théâtre gallo-romain de Saint-André-sur-Cailly, celui de Lillebonne ensuite, et publie en 1871 un Répertoire archéologique du département de la Seine-Inférieure.
L’abbé Cochet est, avec Jacques Boucher de Perthes, l’un des fondateurs de l’archéologie comme discipline scientifique en France, et une référence pour la Seine-Maritime et ses chercheurs en archéologie, malgré ses nombreuses erreurs d’interprétation. À sa mort, les journaux, les revues, les sociétés savantes, etc., tant en France qu’à l’étranger et principalement en Angleterre, où la Société des Antiquaires de Londres le proclamait « le premier des antiquaires français », ont rendu hommage à sa mémoire. L’ensemble de ses publications se compose d’au moins 150 volumes ou brochures, et d’une multitude d’articles de journaux et de revues.
Fait chevalier de la Légion d’honneur en 1855, il avait également été question de lui confier l’aumônerie du Collège du Havre. Ses obsèques ont lieu à l'église Saint-Patrice de Rouen et il est inhumé au cimetière monumental de Rouen.
Un buste lui rend hommage au Havre dans le parc de la chapelle Saint-Michel d'Ingouville (Notre-Dame-de-Bonsecours).

## Distinctions
- Chevalier de la Légion d'honneur (décret du 27 novembre 1855)[4]

## Publications
- La Normandie souterraine ou notices sur des cimetières romains et des cimetières francs explorés en Normandie, Paris, 1854 (lire en ligne).
- Sépultures gauloises, romaines, franques et normandes, Paris, 1857 (lire en ligne).
- Le Tombeau de Childéric Ier, roi des Francs, restitué à l’aide de l'archéologie et des découvertes récentes, Paris, 1859 (lire en ligne).
- La Seine-Inférieure historique et archéologique, Paris, Derache, 1864 (lire en ligne).
- Étretat, son passé, son présent, son avenir, Dieppe, Émile Delevoye, 1869, en ligne sur Gallica
- Répertoire archéologique du département de la Seine-Inférieure, Paris, Imprimerie nationale, 1871, in-4° (lire en ligne).
- Les Églises de l'arrondissement de Dieppe, Dieppe, J.B.S. Lefebvre, 1846, 536 p. (lire en ligne).
- Les Églises de l'arrondissement de Dieppe, églises rurales, Paris, Rouen, Dieppe, 1850 (lire en ligne).
- Les Églises de l'arrondissement du Havre, Ingouville, Gaffney frères, 1846. volume 1 sur Google Livres volume 2 sur Google Livres.
- Les Églises de l'arrondissement d'Yvetot, vol. 1, Paris, 1852, in-8o (lire en ligne).